# Sauget (Illinois)
Sauget é uma vila localizada no estado americano de Illinois, no Condado de St. Clair.

## Demografia
Segundo o censo americano de 2000, a sua população era de 249 habitantes.
Em 2006, foi estimada uma população de 242, um decréscimo de 7 (-2.8%).

## Geografia
De acordo com o United States Census Bureau tem uma área de
11,5 km², dos quais 10,7 km² cobertos por terra e 0,8 km² cobertos por água.

## Localidades na vizinhança
O diagrama seguinte representa as localidades num raio de 8 km ao redor de Sauget.